# Demokratyczna Unia Kobiet
Demokratyczna Unia Kobiet (DUK) – stowarzyszenie powstałe 16 czerwca 1990 r. w Warszawie, deklarujące działalność na rzecz następujących wartości: wolność, równość wobec prawa, prawo do wolnego wyboru, równy status, wszechstronny awans kobiet, ochronę socjalną, profilaktykę zdrowotną oraz edukowanie społeczeństwa na rzecz praw kobiet i praw człowieka. Stowarzyszenie posiada status organizacji pożytku publicznego.
Demokratyczną Unię Kobiet nazywano kobietami w paski, ponieważ ich znaczek jest w kilku kolorach. Kolor zielony symbolizuje zainteresowanie ekologią. Kolor czerwony – sympatyzowanie z europejskimi socjaldemokratami, fioletowy – to symbol feminizmu, pomarańczowy – oznacza, że program DUK jest alternatywny, a niebieski, że stowarzyszenie przywiązuje dużą wagę do problemów socjalno-bytowych kobiet.

## Historia

### Powstanie i pierwsza kadencja prezydium
Stowarzyszenie powstało z inicjatywy grupy kobiet działających pod kierunkiem Danuty Waniek i Lucyny Orłowskiej z Gdańska.
Po uzyskaniu wpisu do rejestru sądowego rozpoczęto proces organizowania struktur terenowych. Powstały pierwsze kluby DUK m.in. w Gdańsku, Wrocławiu, Krakowie, Łodzi, Warszawie, Poznaniu i Słupsku. Wybrano pierwszą Krajową Radę Porozumiewawczą Demokratycznej Unii Kobiet i pierwsze Prezydium w skład którego weszły:
- Danuta Waniek – przewodnicząca
- Teresa Janiszewska, Anna Szymańska-Kwiatkowska i Maria Zawitkowska jako wiceprzewodniczące
- Jolanta Gontarczyk – sekretarz generalny.

Pierwsze trzy lata działalności DUK to rozwój organizacyjny wyrażający się w powstawaniu nowych klubów, poszukiwaniu lokalnych i społecznych partnerów do współpracy oraz edukacją członkiń klubów w zakresie: polityki na rzecz kobiet, nabywania umiejętności komunikacji społecznej i negocjacji, przygotowania kobiet uczestniczących w ruchu do bezpośredniego udziału we władzy parlamentarnej i samorządowej.
W okresie tym prowadzono również działania polegające na publicznym wyrażaniu opinii i stanowisk w sprawach kobiet, przeprowadzaniu sondaży i badań dotyczących tej problematyki oraz doskonalenia umiejętności politycznych liderek DUK, które prowadzono przy współpracy z Parlamentarną Grupą Kobiet, której wówczas przewodniczyła Barbara Labuda.
Plonem pracy zaangażowanych osób w kadencji 1991-1994 było zorganizowanie 27 klubów z łączną liczbą 1000 członkiń i członków.

### Druga kadencja
W 1994 roku w Warszawie odbył się II Kongres Krajowej Rady Demokratycznej Unii Kobiet, który wybrał władze w następującym składzie:
- Danuta Waniek – przewodnicząca
- Jolanta Banach – wiceprzewodnicząca
- Halina Krywal – wiceprzewodnicząca
- Jolanta Gontarczyk – sekretarz generalny.

W składzie Prezydium znajdowały się między innymi: Lucyna Orłowska, Marzena Sosnowska, Maria Skrobiszewska i Grażyna Ulicka.
Rok 1994 został ogłoszony przez ONZ Rokiem Rodziny. Wiele klubów terenowych organizowało w związku z tym spotkania, dyskusje środowiskowe i konferencje na temat takich problemów jak: przemoc w rodzinie, bezrobocie, zła sytuacja ekonomiczna i mieszkaniowa, brak instytucjonalnych mechanizmów wsparcia rodziny dysfunkcjonalnej i upadek polskiej oświaty.
Rozwijały się intensywnie kluby w Gdańsku, Kielcach i Wrocławiu. We Wrocławiu powstał ośrodek socjoterapeutyczny „Przeciw przemocy” wraz z hostelem dla bezdomnych kobiet, zorganizowany od początku i prowadzony do dzisiaj przez Klub Demokratycznej Unii Kobiet.
Ruch kobiecy DUK w Polsce został zaprezentowany przez Renatę Berent-Mieszczanowicz z Wrocławia, która w 1995 roku została zaproszona jako jedna z dwóch Polek (drugą była Beata Grudzińska z Poznania) na Międzynarodowe Targi Kobiet do Düsseldorfu.
W trakcie drugiej kadencji prowadzono działania w zakresie własnej edukacji oraz nabywania nowych umiejętności, m.in. autoprezentacji, komunikacji społecznej, mediacji, zdobywania środków na działalność, umiejętności współpracy z organizacjami pozarządowymi i innymi podmiotami.
W latach 1994–1997 nastąpiła wyraźna zmiana w kierunkach polityki społecznej w Polsce, a dzięki Urzędowi Pełnomocnika Rządu ds. Kobiet i Rodziny pozarządowe organizacje kobiece stały się ważnym ośrodkiem opiniodawczym dla administracji rządowej i samorządowej. Członkinie działały w swoich środowiskach lokalnych i w kilku przypadkach udało się wypracować partnerski model współpracy z samorządami lokalnymi.

### Trzecia kadencja
W listopadzie 1997 roku we Wrocławiu odbył się III Kongres Demokratycznej Unii Kobiet. W wyniku wyborów przewodniczącą została ponownie Danuta Waniek, wiceprzewodniczącymi: Jolanta Banach, Renata Berent-Mieszczanowicz, Jolanta Gontarczyk, a sekretarzem – Grażyna Karpowicz.
Trzecią kadencję DUK rozpoczął z liczbą 3000 członkiń zrzeszonych w 33 klubach. Wiele klubów posiadało już wówczas własne siedziby, część zorganizowała się przy biurach parlamentarnych. Wpływ DUK na politykę rządu i samorządów w zakresie problematyki równego statusu był jednak niewielki. Zbyt małe przedstawicielstwo w parlamencie i we władzach lokalnych nie dawało możliwości wypracowania systemowych rozwiązań.
Demokratyczna Unia Kobiet była w tym okresie organizatorem międzynarodowych konferencji, z których dwie odbyły się w budynku, w którym obraduje Sejm Rzeczypospolitej Polskiej, a przedstawicielki DUK wielokrotnie uczestniczyły w różnych konferencjach poza granicami kraju (Danuta Waniek, J. Banach, E. Szparaga).

## Po wyborach 2005 r.
Po wyborach parlamentarnych z 2005 r., podobnie jak inne organizacje kobiece, odczuły wyraźny brak współpracy z administracją rządową i parlamentem. Parlamentarna grupa kobiet w związku z tym, iż jej członkinie w większości wywodzą się z klubu Sojuszu Lewicy Demokratycznej, nie ma już takiej siły przebicia i możliwości organizacyjnych, jak dawniej. Zdaniem DUK Krajowy Program na Rzecz Kobiet realizowany tylko w nieznacznym stopniu, a wiele ratyfikowanych przez Polskę konwencji międzynarodowych w zakresie praw człowieka i praw kobiet, łącznie z Konstytucją jest naruszonych bądź w ogóle nierealizowanych.
Kandydatem w wyborach prezydenckich w 2005 roku popieranym przez DUK miała być prof. Maria Szyszkowska, jednakże jej sztab wyborczy nie zebrał wystarczającej liczby podpisów, które umożliwiłyby jej kandydaturę.